# Skjern Håndbold
Skjern Håndbold (eigentlich Skjern Håndbold A/S) ist ein dänischer Handballverein aus Skjern, Westjütland.

## Geschichte
Der Club wurde am 1. April 1992 aus den Handballabteilungen der örtlichen Vereine Skjern Gymnastikforening, Skjern KFUM und KFUK's Idrætsforening gegründet. Die Herrenabteilung stieg erstmals in der Saison 1997/98 in die dänische Eliteserie auf und wurde gleich in der darauf folgenden Saison Meister, eine in Dänemark bisher einmalige Leistung. Außerdem gewann man in dieser Saison noch den dänischen Pokal. 2001/02 sowie 2002/03 holte das Team mit dem EHF Challenge Cup den ersten Europapokal nach Dänemark.
Die Damen-Abteilung des Vereins spielte bis 2007 in der zweiten dänischen Liga; für die Saison 2007/08 gab der Verein die Spiellizenz aber an Ringkøbing Håndbold ab.
Der Verein hat aktuell etwa 400 aktive Mitglieder und rund 40 Mannschaften. Er ist in allen Jugendbereichen vertreten.

## Herren-Abteilung

### Erfolge
- Dänischer Meister: 1998/99, 2017/18
- Dänischer Pokalsieger: 1998/99, 2013/14, 2015/16
- Dänischer Supercup: 2000/01
- EHF-Challenge-Cup: 2001/02, 2002/03

### Bekannte ehemalige Spieler
- Sune Agerschou
- Anders Eggert
- Björgvin Páll Gústavsson
- Jesper Jensen
- Michael V. Knudsen
- Thomas Mogensen
- Bjarte Myrhol
- Claus Møller Jakobsen
- Lars Møller Madsen
- Kasper Søndergaard